# 羅賓氏粗尾鱈
羅賓氏粗尾鱈，為輻鰭魚綱鱈形目鼠尾鱈科的其中一種。分布於中西太平洋菲律賓海域，屬深海底棲魚類，棲息深度在514-1344公尺，體長可達25公分，棲息在底層水域，生活習性不明。

## 扩展阅读
維基物種上的相關：羅賓氏粗尾鱈